# Finanzausgleich
Als Finanzausgleich (englisch fiscal equalization, französisch péréquation financière) wird in der Finanzwissenschaft insbesondere bei föderalistisch organisierten Staaten ein Finanzsystem bezeichnet, das die Steuerverteilung und Umverteilung von Staatseinnahmen zwischen verschiedenen NUTS-Ebenen innerhalb eines Staates zur Finanzierung der für die öffentlichen Aufgaben entstandenen Staatsausgaben regelt.    

## Allgemeines
Etymologisch wurzelt der Begriff des Finanzausgleichs im seit 1867 gebräuchlichen Wort „Ausgleich“, das in Österreich-Ungarn als Bezeichnung für das umfassende Verhältnis der beiden Reichshälften zueinander gebräuchlich war. Von Österreich aus ging der Begriff in den Sprachgebrauch der schweizerischen Staatsrechtslehre und Finanzverfassung über und wurde weiterentwickelt. Dort war Ende des 19. Jahrhunderts der „Finanzausgleich“ die Auseinandersetzung zwischen dem schweizerischen Bund und den Kantonen, die eine finanzielle Entschädigung für die Inanspruchnahme für die verschiedenen Zwecke des Bundes durchsetzen wollten. In der deutschen Fachliteratur wird der Finanzausgleich definiert als „die Verteilung der Aufgaben, Ausgaben und Einnahmen auf die verschiedenen Ebenen des Staates“.
Auch Einnahmen und Ausgaben von oder zwischen anderen Organisationen (Kirchen, Konzernen, Krankenkassen, Rundfunkanstalten) werden nach einem festgelegten Umlagesystem verteilt und oft als Finanzausgleich tituliert.

## Arten
Der Finanzausgleich umfasst im weiteren Sinne nicht nur die Verteilung der Staatseinnahmen, sondern auch die Verteilung der öffentlichen Aufgaben. Daraus ergibt sich folgende Einteilung:
- Passiver Finanzausgleich mit der Zuweisung öffentlicher Aufgaben an die einzelnen Staatsebenen, bei denen entsprechend die Staatsausgaben durch die Aufgabenerfüllung verursacht werden. Diese Ausgaben werden im aktiven Finanzausgleich durch die einer Steuerverteilung unterliegenden Staatseinnahmen gedeckt.
- Der aktive Finanzausgleich betrifft die Verteilung und Umverteilung der Steuereinnahmen: 
  - originärer (primärer) Finanzausgleich: zwischen Aufgabenträgern gleicher Ebene (horizontaler Finanzausgleich wie der Länderfinanzausgleich) oder verschiedenen Ebenen (vertikaler Finanzausgleich wie die Verteilung der Bundessteuern auf die Länder);
  - Ergänzender (sekundärer) Finanzausgleich: Enthält Regelungen zur Schließung des nach dem originären (primären) Finanzausgleich verbleibenden Ausgleichsbedarfs (Differenz zwischen Finanzkraft und Finanzbedarf). Hierzu gehört der Finanztransfer der Länder aus Gemeinschaftssteuern und Ländersteuern an Gemeinden.[7]

Diesen Arten ist gemeinsam, was verteilt werden soll (Aufgaben und Einnahmen).
Je nach Organisationsform wird unterschieden zwischen Trennsystem, Mischsystem und Zuweisungssystem:
- Trennsystem: Die einzelnen Aufgabenträger erhalten eine eigene Ertragshoheit, die zu höherer Eigenständigkeit der Gebietskörperschaften führt.[9]
  - Freies Trennsystem:[10] Jede Gebietskörperschaft erhebt eigene Steuern, was dazu führt, dass einzelne Steuerobjekte durch verschiedene Gebietskörperschaften mehrfach belastet werden können.
  - Beim gebundenen Trennsystem kann ein Steuerobjekt nur von einer Gebietskörperschaft belastet werden.
- Mischsystem (Verbundsystem): Liegt vor, wenn verschiedenen Gebietskörperschaften gemeinsam erhobene Staatseinnahmen zufließen.
- Zuweisungssystem: Die Staatseinnahmen fließen einer einzigen Ebene zu (meist dem Staat), welche einen Teil ihrer Einnahmen den übrigen Ebenen durch Zuweisungen zukommen lässt.[11]

Zudem gibt es innerhalb des vertikalen Finanzausgleichs noch den fiskalischen und redistributiven Finanzausgleich. Die fiskalische Funktion besteht darin, dass die Kommunen nicht alle Aufgaben der Daseinsvorsorge mit Kommunalabgaben finanzieren können, sondern auf den vertikalen Finanzausgleich „von oben nach unten“ angewiesen sind. Die redistributive Funktion besteht darin, dass die durch die Gewerbesteuer besonders „reichen“ Kommunen durch die Gewerbesteuerumlage einen Teil ihrer Gewerbesteuer „von unten nach oben“ abgeben müssen.

## Beispiele
Beim staatlichen Finanzausgleich gibt es unter anderem folgende Systeme:
| Staat              | Verweis                       | Staatsziel |
| ------------------ | ----------------------------- | --- |
| Australien         | Finanzausgleich (Australien)  | Steuerverteilung zwischen den Bundesstaaten                                                                      |
| Belgien            | Finanzausgleich (Belgien)     | Steuerverteilung zwischen Regionen                                                                               |
| Kanada             | Finanzausgleich (Kanada)      | Steuerverteilung zwischen Provinzen                                                                              |
| Vereinigte Staaten | Finanzausgleich (USA)         | Steuerverteilung zwischen Bundesstaaten                                                                          |
| Europäische Union  | Europäischer Finanzausgleich  | nationaler Partialausgleich zwischen EU und EU-Mitgliedstaaten                                                   |
| Deutschland        | Finanzausgleich (Deutschland) | komplexe Steuerverteilung zwischen Bund (Bundessteuern), Ländern (Ländersteuern) und Gemeinden (Gemeindesteuern) |
| Österreich         | Finanzausgleich (Österreich)  | Regelung der Aufteilung der Finanzmittel des Bundes auf die einzelnen Gebietskörperschaften                      |
| Schweiz            | Finanzausgleich (Schweiz)     | Finanzausgleich zwischen Bund (direkte Bundessteuern), Kantonen (Kantonssteuern) und Gemeinden (Gemeindesteuern) |
| Frankreich         | Finanzausgleich (Frankreich)  | Verteilung zwischen dem Staat, den Regionen und Gemeinden                                                        |

Fachbezogene Beispiele
- Kommunaler Finanzausgleich: Steuerverteilung auf die Kommunen innerhalb des Staates;
- Länderfinanzausgleich: Umverteilung finanzieller Mittel zwischen Bund und Ländern sowie zwischen den Ländern;
- Risikostrukturausgleich: Finanzausgleich zwischen Krankenkassen oder Versicherern.

Nationaler Vollausgleich
Systeme für finanzielle Gleichverteilung:
- Finanzausgleich (Australien): Verteilung zwischen Staaten;
- Finanzausgleich (Belgien): Verteilung zwischen Regionen;
- Finanzausgleich (Kanada): Verteilung zwischen Provinzen;
- Finanzausgleich (USA): Verteilung zwischen Bundesstaaten.

Nationaler Partiellausgleich
Systeme, welche die Verteilungsungleichheit vermindern:
- Europäischer Finanzausgleich: Einnahmen- und Finanzierungssystem der EU, Aufgabenverteilung zwischen EU und EU-Mitgliedstaaten.

## Wirtschaftliche Aspekte
Staatsziele des Finanzausgleichs sind einerseits die Nivellierung regional unterschiedlicher Steuerkraft und andererseits die Internalisierung interregionaler externer Effekte. Letzteres bedeutet, dass jedes Verwaltungshandeln in einer Gebietskörperschaft mehr oder weniger deutliche Übertragungseffekte (englisch spill-over) auf andere Gebietskörperschaften aussendet. Handelt es sich dabei um wohlfahrtsrelevante negative oder positive Externalitäten, so können diese über gezielte Finanztransfers internalisiert werden. Beispiel ist Hamburg, dessen Hamburger Hafen Vorteile für die ganze deutsche Wirtschaft ausstrahlt. Hierfür erhält Hamburg tatsächlich eine Kompensation aus dem Finanzausgleich.
Ein idealer Finanzausgleich würde dafür sorgen, dass jede Ebene so viel Staatseinnahmen erhält (entweder durch eigene Ertragshoheit oder durch Finanzausgleich), dass sie einen Haushaltsausgleich erreichen kann. Dies wird in keinem der Beispiele verwirklicht.